# Metalasia
 Metalasia  R.Br, 1817 è un genere di piante angiosperme dicotiledoni della famiglia delle Asteraceae (sottofamiglia Asteroideae, tribù Gnaphalieae e sottotribù Gnaphaliinae).

## Etimologia
l nome del genere deriva da due parole greche: "meta" (ha diversi significati: al contrario, reversibilmente, dall'altra parte) e "lasios" (= lana) e si riferisce alla pubescenza delle foglie delle specie di questo genere.
Il nome scientifico del genere è stato definito dal botanico Robert Brown (1773-1858) nella pubblicazione " Observations on the Natural Family of Plants Called Compositae" ( Observ. Compositae 124) del 1817.

## Descrizione

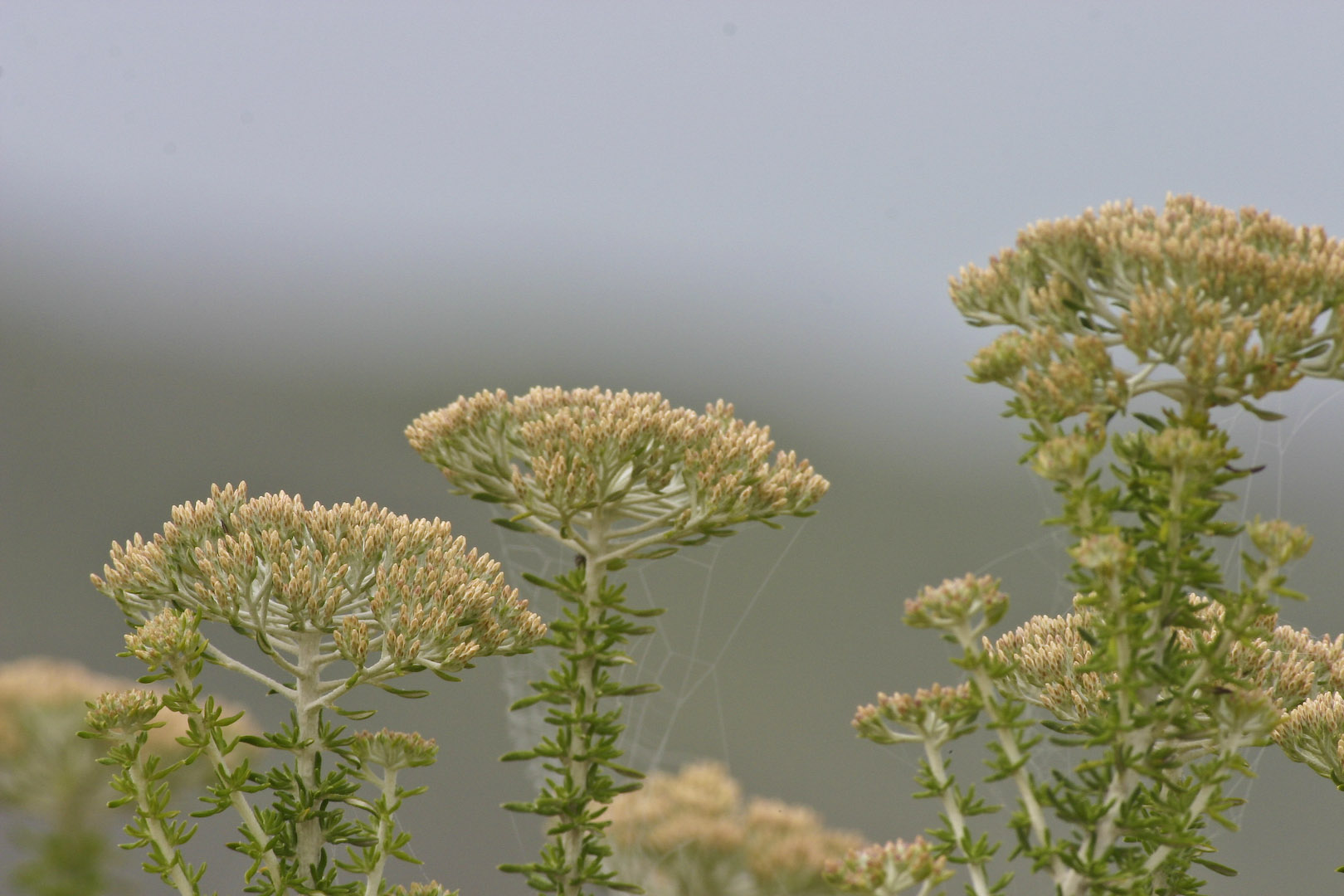
Il portamento
Metalasia densa

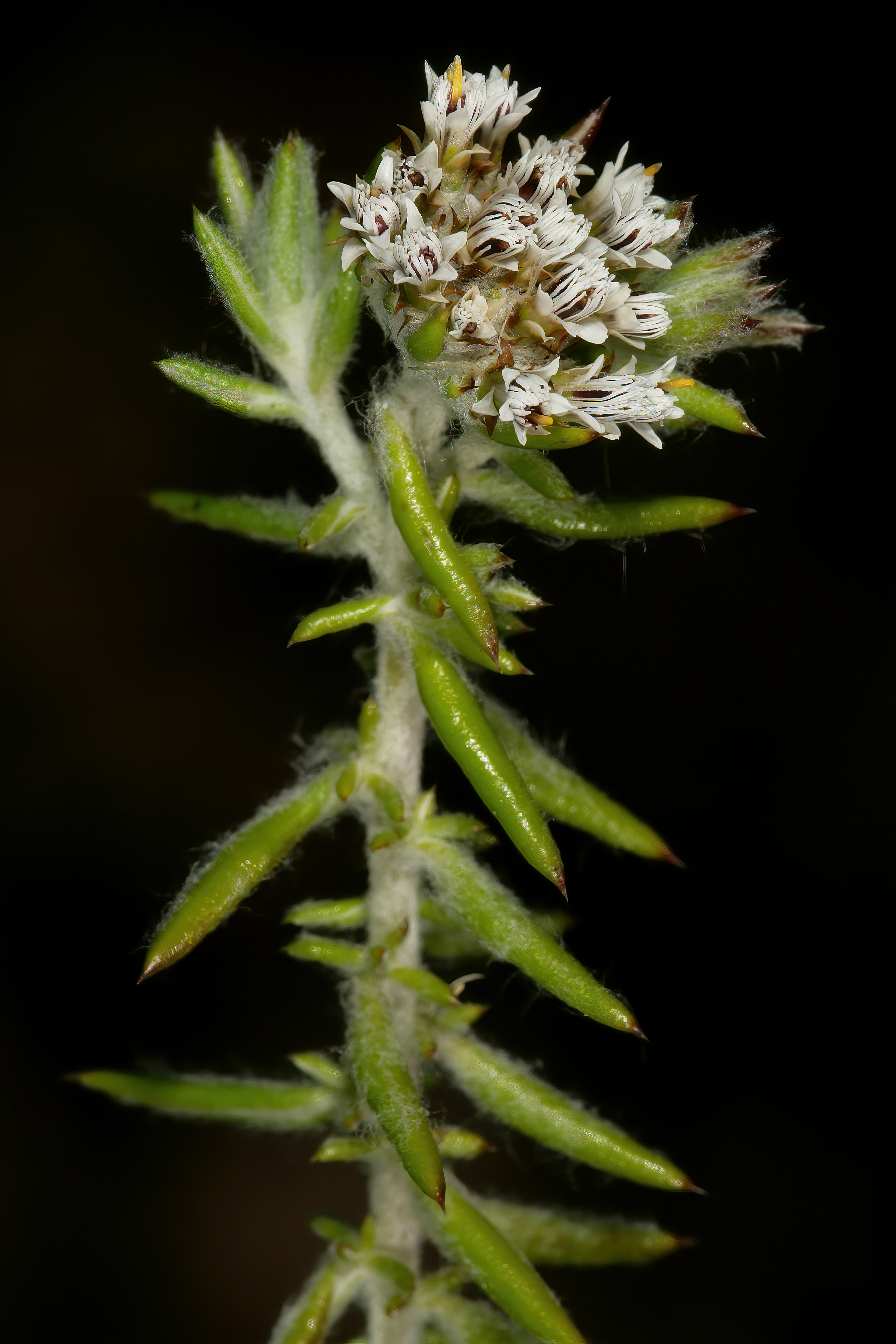
Le foglie
Metalasia divergens

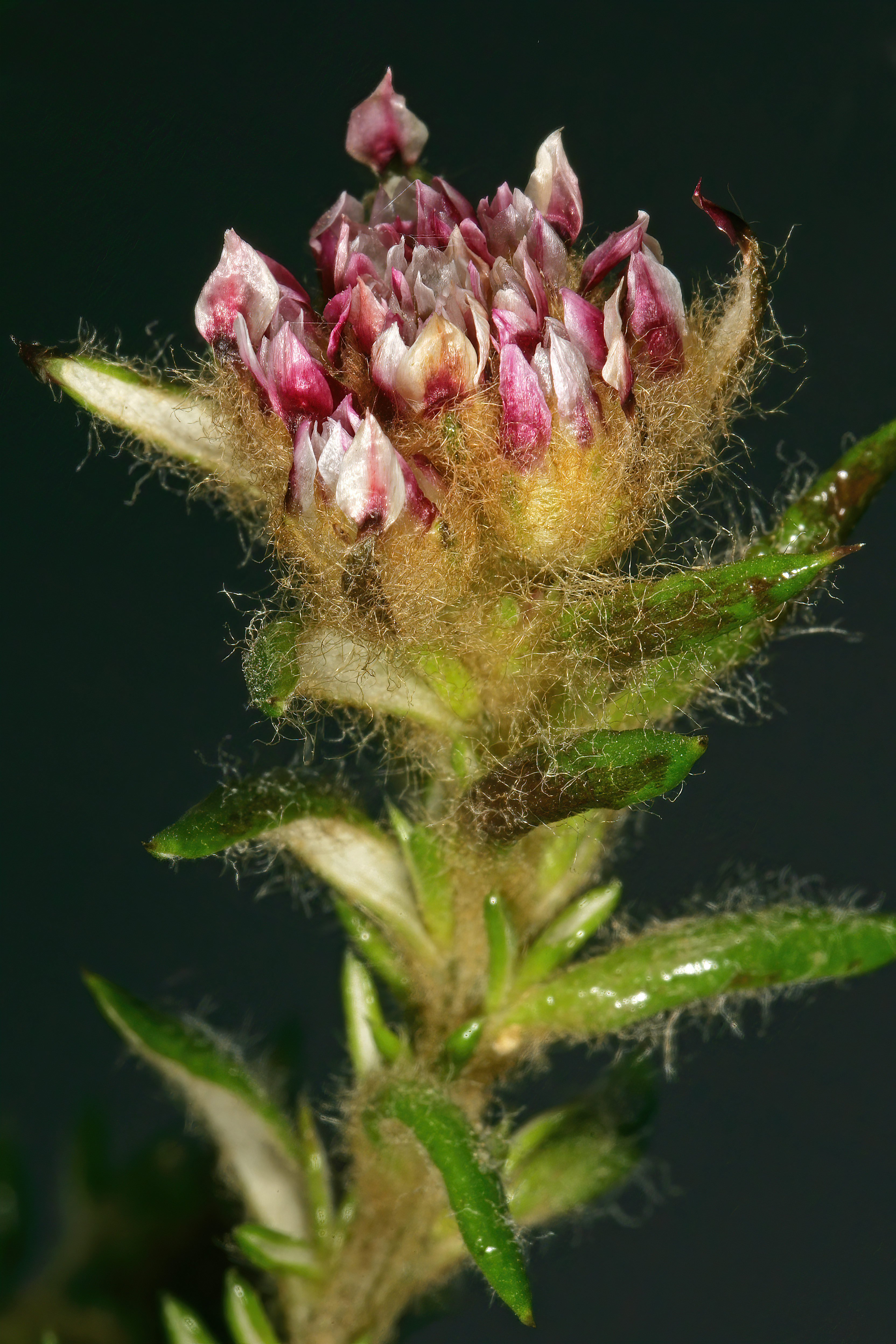
Infiorescenza
Metalasia cephalotes

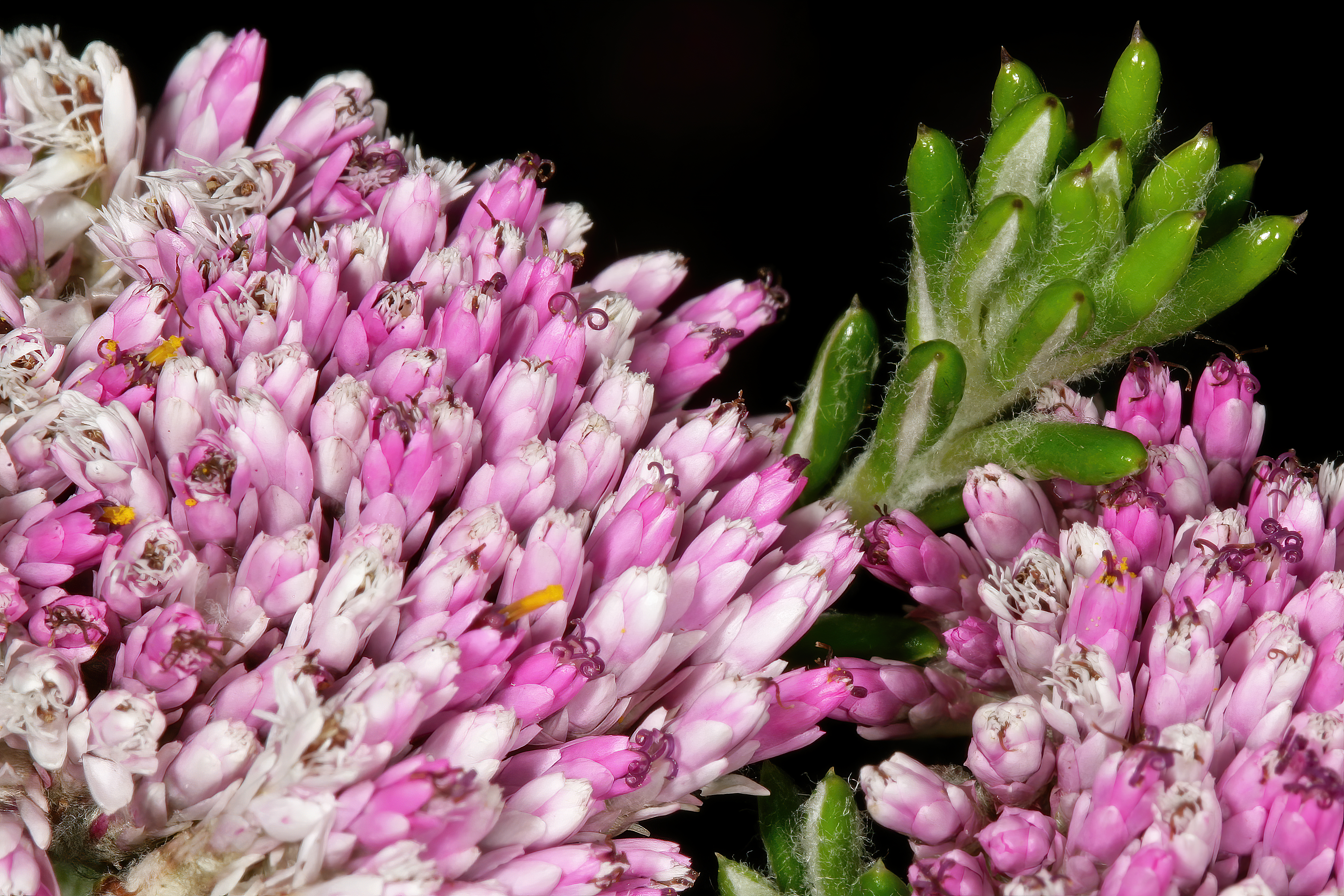
I fiori
Metalasia erubescens

Habitus. Le specie di questo genere hanno un habitus di tipo arbustivo. I cauli di queste piante sono provvisti del floema, ma non di canali resiniferi; mentre i sesquiterpeni lattoni sono normalmente assenti (piante senza lattice).
Fusto. La parte aerea in genere è arbustiva con steli da molto sottili a robusti, da decumbenti a eretti, raramente rampicanti. I rami giovani sono tomentosi (glabri in età avanzata).
Foglie. Le foglie in genere sono disposte in modo alternato e fittamente distribuite; sono inoltre sessili. La lamina è intera, contorta con margini continui e revoluti (le foglie sono di tipo ericoide). Gli apici sono acuti e mucronati (a volte sono pungenti). La superficie è sparsamente tomentosa o lanosa sulla faccia adassiale.
Infiorescenza. Le sinflorescenze sono composte da diversi capolini (fino a 30) raccolti in formazioni densamente corimbose (le forme delle sinflorescenze variano da campanulate a sferiche o a grappoli). Le infiorescenze vere e proprie sono formate da un capolino terminale (peduncolato o sessile) di tipo discoide (con fiori omogami) o disciforme (con fiori eterogami). I capolini sono formati da un involucro, con forme da strettamente cilindriche a oblungo-campanulate, composto da diverse brattee, al cui interno un ricettacolo fa da base ai fiori. Le brattee, bianche, rosa o gialle a consistenza cartacea, sono disposte in modo più o meno embricato su 3 - 12 serie e possono essere connate alla base (strati di stereoma indiviso);  talora possono avere un margine ialino. Il ricettacolo è nudo ossia senza pagliette a protezione della base dei fiori; la forma è piatta.
Fiori.  I fiori (da 3 a 15 per capolino) sono tetra-ciclici (formati cioè da 4 verticilli: calice – corolla – androceo – gineceo) e pentameri (calice e corolla formati da 5 elementi). Sono inoltre tubulosi, attinomorfi e si distinguono in:
- fiori del disco esterni: sono assenti;
- fiori del disco centrali: sono ermafroditi.

In questo gruppo di piante i fiori radiati (ligulati o del raggio) sono assenti; a volte sono confusi con i fiori femminili (tubulosi) del disco esterno più o meno sub-zigomorfi con un lembo piatto e possono essere interpretati come fiori del raggio.
- Formula fiorale:

*/x K {\displaystyle \infty }, [C (5), A (5)], G 2 (infero), achenio
- Calice: i sepali del calice sono ridotti ad una coroncina di squame.
- Corolla: la forma della corolla normalmente è cilindrico-tubolare con 5 lobi; i lobi hanno una forma deltata (o triangolare) o più o meno lanceolata (se sono presenti fiori sub-radiati). Il colore della corolla è fondamentalmente porpora (da rossastro a violaceo scuro sopra, verdastro sotto, a volte interamente giallastro).
- Androceo: l'androceo è formato da 5 stami sorretti da filamenti generalmente liberi; gli stami sono connati e formano un manicotto circondante lo stilo; le teche (produttrici del polline) sono prive di sperone (o debolmente speronate), ma hanno la coda (una sola, lunga e molto ramificata); le appendici apicali delle antere hanno delle forme piatte; il tessuto endoteciale (rivestimento interno dell'antera) è quasi sempre polarizzato (con due superfici distinte: una verso l'esterno e una verso l'interno). Il polline è di tipo echinato (con punte sporgenti) a forma sferica è formato inoltre da due strati di ectesine, mentre lo strato basale è spesso e regolarmente perforato (tipo “gnafaloide”).[7]
- Gineceo: l'ovario è infero uniloculare formato da 2 carpelli. Lo stilo (il recettore del polline) è intero o biforcato con due stigmi nella parte apicale; la base è rigonfia. Gli stigmi hanno una forma troncata e possono essere ricoperti da minute papille o avere dei penicilli apicali. Le superfici stigmatiche sono separate (non confluenti). I nettari sono presenti.[7]

Frutti. I frutti sono degli acheni con pappo. Gli acheni sono piccoli con forme dorsoventralmente zigomorfe, da sub-affusolate a leggermente angolose, raramente sferoidi, senza o con una cresta anulare più o meno distinta; le colorazioni variano da marrone a bruno nerastro; la superficie è glabra; il pericarpo può essere percorso longitudinalmente da alcuni fasci vascolari. Il pappo, presto caduco, in genere ridotto, è formato da 8 - 38 (raramente solamente 3) setole capillari (piumose o barbate) libere.

## Biologia
Impollinazione: l'impollinazione avviene tramite insetti (impollinazione entomogama tramite farfalle diurne e notturne).

Riproduzione: la fecondazione avviene fondamentalmente tramite l'impollinazione dei fiori (vedi sopra).

Dispersione: i semi (gli acheni) cadendo a terra sono successivamente dispersi soprattutto da insetti tipo formiche (disseminazione mirmecoria). In questo tipo di piante avviene anche un altro tipo di dispersione: zoocoria. Infatti gli uncini delle brattee dell'involucro (se presenti) si agganciano ai peli degli animali di passaggio disperdendo così anche su lunghe distanze i semi della pianta. Inoltre per merito del pappo il vento può trasportare i semi anche a distanza di alcuni chilometri (disseminazione anemocora).

## Distribuzione e habitat
Le specie di questo genere sono distribuite in Africa meridionale. L'habitat preferito si estende dalle pianure sabbiose e costiere ai pendii montuosi rocciosi; dal livello del mare fino a 2.500 metri di altitudine.

## Tassonomia
La famiglia di appartenenza di questa voce (Asteraceae o Compositae, nomen conservandum) probabilmente originaria del Sud America, è la più numerosa del mondo vegetale, comprende oltre 23.000 specie distribuite su 1.535 generi, oppure 22.750 specie e 1.530 generi secondo altre fonti (una delle checklist più aggiornata elenca fino a 1.679 generi). La famiglia attualmente (2021) è divisa in 16 sottofamiglie; la sottofamiglia Asteroideae è una di queste e rappresenta l'evoluzione più recente di tutta la famiglia.

### Filogenesi
Il genere di questa voce è descritto nella tribù Gnaphalieae, una delle 21 tribù della sottofamiglia Asteroideae. Da un punto di vista filogenetico, la tribù Gnaphalieae fa parte del supergruppo (o sottofamiglia) "Asteroideae grade"; l'altro è il supergruppo "Non-Asteroideae" contenente il resto delle sottofamiglie delle Asteraceae. All'interno del supergruppo è vicina alle tribù Senecioneae, Calenduleae, Astereae e Anthemideae.
Il genere della specie di questa voce appartiene al clade Metalasia, un gruppo informale della sottotribù Gnaphaliinae che occupa una posizione centrale nell'ambito filogenetico della sottotribù. Le specie di questo gruppo sono di tipo ericoide con portamenti più o meno arbustivi, con pochi e piccoli fiori, stretti capolini, spesso con brattee cartacee, bianche o colorate. In particolare i capolini sono riuniti in sinflorescenze di varia forma e dimensione che spesso forniscono caratteri diagnostici per riconoscere le varie specie del gruppo. "Metalasia clade", monofiletico e composto da 8 generi soprattutto del Sudafrica, può essere diviso in due gruppi: (1) il genere Metalasia insieme al genere monotipo Planea (compresi in posizione "basale" i generi Lachnospermum e Phaenocoma) e (2) il resto del clade.
Il cladogramma seguente, tratto dallo studio citato e semplificato, mostra una possibile configurazione filogenetica della sottotribù evidenziando la posizione del genere di questa voce.
|  | \| \| Metalasia \| \| \| \| \| \| Planea \| \| \| \| |
|  |                                                      |
|  | Lachnospermum                                        |
|  |                                                      |
|  | Metalasia                                            |
|  |                                                      |
|  | Planea                                               |
|  |                                                      |

|  | Metalasia |
|  |           |
|  | Planea    |
|  |           |

|  | \| \| Metalasia \| \| \| \| \| \| Planea \| \| \| \| |
|  |                                                      |
|  | Lachnospermum                                        |
|  |                                                      |
|  | Metalasia                                            |
|  |                                                      |
|  | Planea                                               |
|  |                                                      |

|  | Metalasia |
|  |           |
|  | Planea    |
|  |           |

|  | Atrichantha                                             |
|  |                                                         |
|  | \| \| Calotesta \| \| \| \| \| \| Hydroidea \| \| \| \| |
|  |                                                         |
|  | Calotesta                                               |
|  |                                                         |
|  | Hydroidea                                               |
|  |                                                         |

|  | Calotesta |
|  |           |
|  | Hydroidea |
|  |           |

|  | Atrichantha                                             |
|  |                                                         |
|  | \| \| Calotesta \| \| \| \| \| \| Hydroidea \| \| \| \| |
|  |                                                         |
|  | Calotesta                                               |
|  |                                                         |
|  | Hydroidea                                               |
|  |                                                         |

|  | Calotesta |
|  |           |
|  | Hydroidea |
|  |           |

|  | \| \| Metalasia \| \| \| \| \| \| Planea \| \| \| \| |
|  |                                                      |
|  | Lachnospermum                                        |
|  |                                                      |
|  | Metalasia                                            |
|  |                                                      |
|  | Planea                                               |
|  |                                                      |

|  | Metalasia |
|  |           |
|  | Planea    |
|  |           |

|  | \| \| Metalasia \| \| \| \| \| \| Planea \| \| \| \| |
|  |                                                      |
|  | Lachnospermum                                        |
|  |                                                      |
|  | Metalasia                                            |
|  |                                                      |
|  | Planea                                               |
|  |                                                      |

|  | Metalasia |
|  |           |
|  | Planea    |
|  |           |

|  | Atrichantha                                             |
|  |                                                         |
|  | \| \| Calotesta \| \| \| \| \| \| Hydroidea \| \| \| \| |
|  |                                                         |
|  | Calotesta                                               |
|  |                                                         |
|  | Hydroidea                                               |
|  |                                                         |

|  | Calotesta |
|  |           |
|  | Hydroidea |
|  |           |

|  | Atrichantha                                             |
|  |                                                         |
|  | \| \| Calotesta \| \| \| \| \| \| Hydroidea \| \| \| \| |
|  |                                                         |
|  | Calotesta                                               |
|  |                                                         |
|  | Hydroidea                                               |
|  |                                                         |

|  | Calotesta |
|  |           |
|  | Hydroidea |
|  |           |

All'interno del genere le specie sono distribuite su due cladi (A e B). Inoltre nel secondo clade sono nidificati due gruppi: "Metalasia erubescens group" e "Metalasia cephalotes group" (insieme formano un gruppo fratello"). Il clade A è basato su un certo numero di sinapomorfie degli acheni; il clade B è caratterizzato da gruppi di capolini fusi insieme da peli, da capolini a 5 fiori e acheni con pericarpo a strati simili. Il "Metalasia erubescens group" è caratterizzato dalle brattee involucrali più interne provviste di una cresta trasversale subapicale, mentre le specie del "Metalasia cephalotes group" hanno delle ghiandole peduncolate (carattere presente solamente in questo gruppo).
I caratteri distintivi del genere  Metalasia sono:
- le sinflorescenze sono composte da molti capolini raggruppati in densi corimbi;
- le cellule apicali del pappo possono essere fuse o libere con forme clavate.

Il numero cromosomico delle specie di questo genere è: 2n = 14.

### Elenco delle specie
Questo genere ha 57 specie:
- Metalasia acuta  P.O.Karis
- Metalasia adunca  Less.
- Metalasia agathosmoides   Pillans
- Metalasia albescens  P.O.Karis
- Metalasia alfredii   Pillans
- Metalasia aurea   D.Don
- Metalasia bodkinii  L.Bolus
- Metalasia brevifolia  (Lam.) Levyns
- Metalasia calcicola  P.O.Karis
- Metalasia capitata  Less.
- Metalasia cephalotes  (Thunb.) Less.
- Metalasia compacta  Zeyh. ex Sch.Bip.
- Metalasia confusa   Pillans
- Metalasia cymbifolia  Harv.
- Metalasia densa  (Lam.) P.O.Karis
- Metalasia distans   DC.
- Metalasia divergens   D.Don
- Metalasia dregeana   DC.
- Metalasia eburnea  Bengtson & P.O.Karis
- Metalasia erectifolia   Pillans
- Metalasia erubescens   DC.
- Metalasia fastigiata   D.Don
- Metalasia formosa  Bengtson & P.O.Karis
- Metalasia galpinii  L.Bolus
- Metalasia helmei  P.O.Karis
- Metalasia humilis  P.O.Karis
- Metalasia inversa  P.O.Karis
- Metalasia juniperoides   Pillans
- Metalasia lichtensteinii  Less.
- Metalasia luteola  P.O.Karis
- Metalasia massonii  S.Moore
- Metalasia montana  P.O.Karis
- Metalasia muraltiifolia   DC.
- Metalasia muricata  R.Br.
- Metalasia namaquana  P.O.Karis & Helme
- Metalasia octoflora   DC.
- Metalasia oligocephala  P.O.Karis
- Metalasia pallida  Bolus
- Metalasia phillipsii  L.Bolus
- Metalasia plicata  P.O.Karis
- Metalasia pulchella  (Cass.) P.O.Karis
- Metalasia pulcherrima  Less.
- Metalasia pungens   D.Don
- Metalasia quinqueflora   DC.
- Metalasia rhoderiodes  T.M.Salter
- Metalasia riparia  T.M.Salter
- Metalasia rogersii  S.Moore
- Metalasia seriphiifolia   DC.
- Metalasia serrata  P.O.Karis
- Metalasia serrulata  P.O.Karis
- Metalasia strictifolia  Bolus
- Metalasia tenuifolia   DC.
- Metalasia tenuis  P.O.Karis
- Metalasia tricolor   Pillans
- Metalasia tristis  Bengtson & P.O.Karis
- Metalasia trivialis  P.O.Karis
- Metalasia umbelliformis  P.O.Karis

### Sinonimi
Sono elencati alcuni sinonimi per questa entità:
- Endoleuca Cass., 1819